# Chiropetalum patagonicum
Chiropetalum patagonicum là một loài thực vật có hoa trong họ Đại kích. Loài này được (Speg.) O'Donell & Lourteig mô tả khoa học đầu tiên năm 1942.